# Lindtse kerk

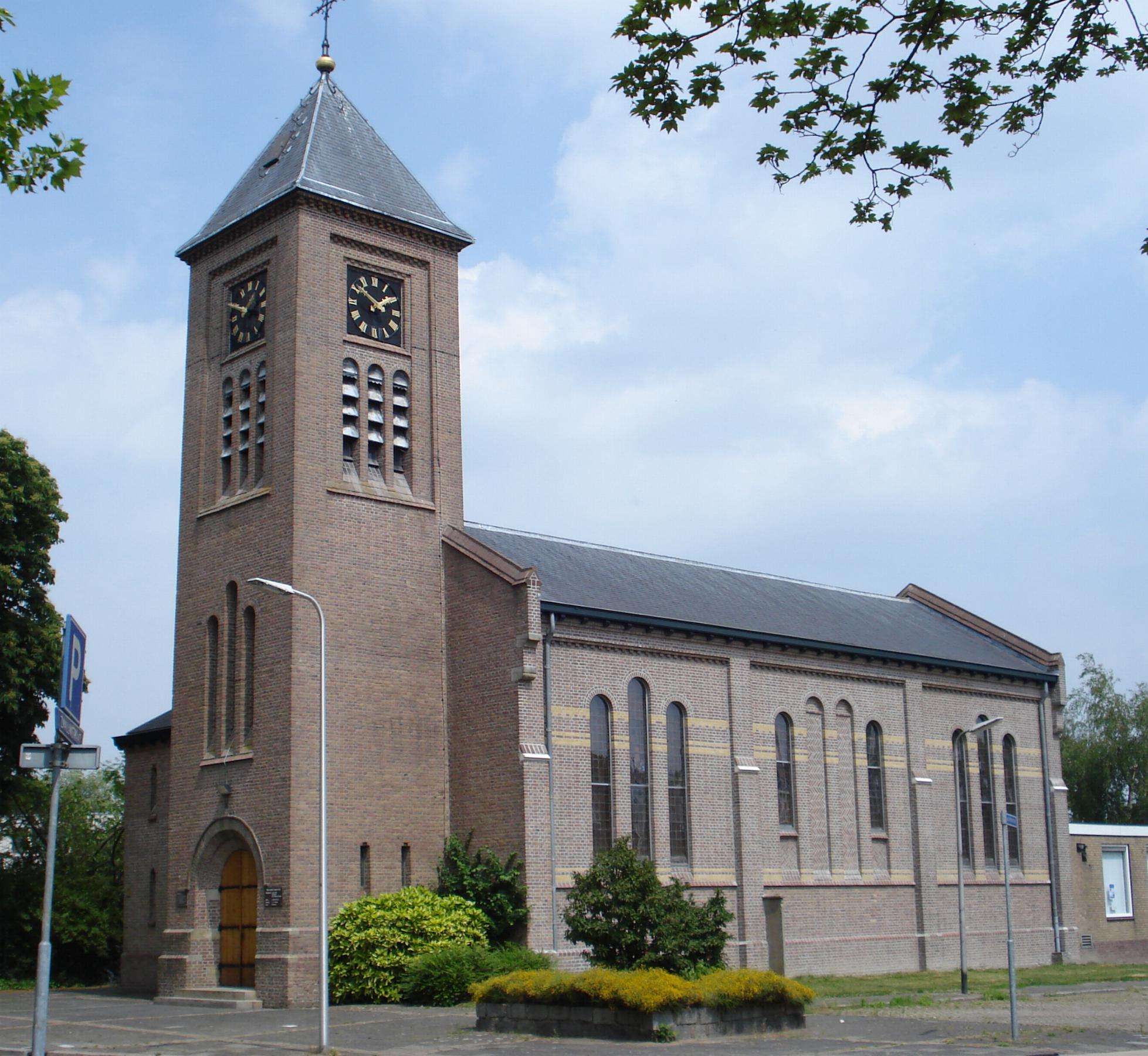

De Lindtse Kerk is een kerk aan de Develweg in Zwijndrecht. Oorspronkelijk was het de kerk van het dorp Groote Lindt.
Het oorspronkelijke kerkgebouw stamt uit de 14e eeuw (waarschijnlijk 1331). Het was een bakstenen kruiskerk met ondiepe dwarsarmen, een driezijdig gesloten koor en een westtoren uit de 13e eeuw.
In 1846 werd de bouwvallige stomp van de toren afgebroken en daarvoor in de plaats kwam een spitse toren, zonder wijzerplaat.
Op 1 maart 1912 is de kerk geheel afgebrand, naar alle waarschijnlijkheid tijdens werkzaamheden van een loodgietersbedrijf. Op 28 september 1912 werd de nieuwe kerk in gebruik genomen. Voor de herbouw van de nieuwe Lindtse kerk waren de financiële middelen gering: Fl. 19.650,- (incl. toren). Daarom werd besloten de preekstoel en de banken te beitsen en de aankleding van de kerk moest sober worden.
De Lindtse kerk is een typische preekkerk: banken, stoelen en gaanderij zijn op de preekstoel gericht.
Direct naast de kerk ligt de pastorie die uit de tweede helft van de negentiende eeuw dateert. In de voortuin staat een fraaie kastanjeboom die mede het plein voor de kerk siert. Het kerkgebouw ligt op ruime afstand van de Develweg zodat aan de voorzijde een plein is ontstaan.
De Lindtse kerk is sinds 2000 een rijksmonument.

## Gemeente
De Kerk biedt plaats aan de PKN-gemeente Groote Lindt Nederhoven Heer Oudelands Ambacht. Elke zondag is er dienst om 10.00 uur en door de week zijn er activiteiten in het bijgebouw.